# Bebearia flaminia
Bebearia flaminia är en fjärilsart som beskrevs av Otto Staudinger 1891. Bebearia flaminia ingår i släktet Bebearia och familjen praktfjärilar. Inga underarter finns listade i Catalogue of Life.

## Bildgalleri

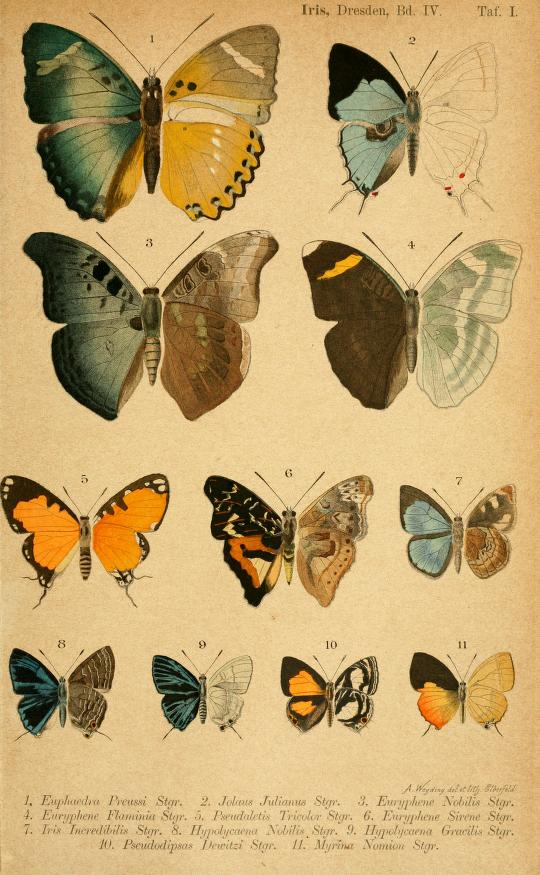